# Portkatheter

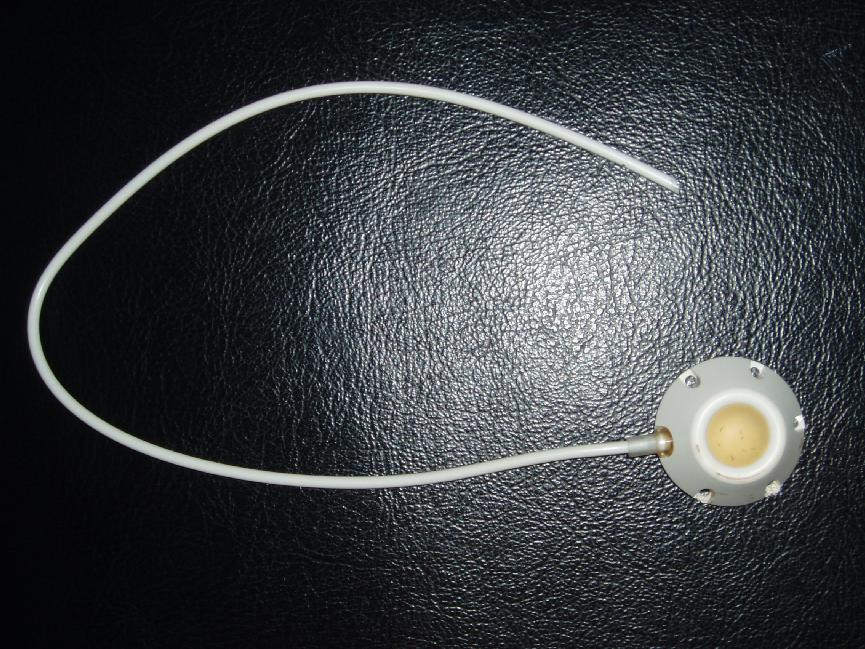
Portkathetersystem

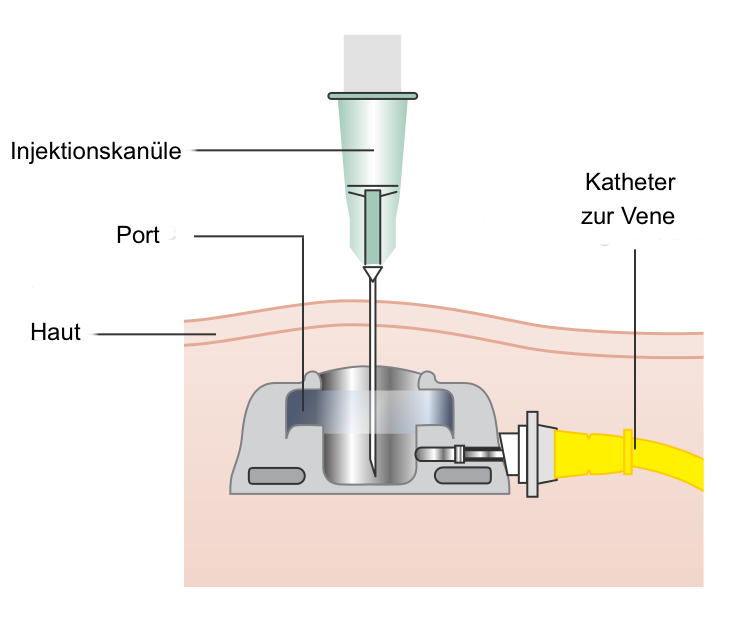
Schematische Darstellung der Punktion mittels Portkanüle

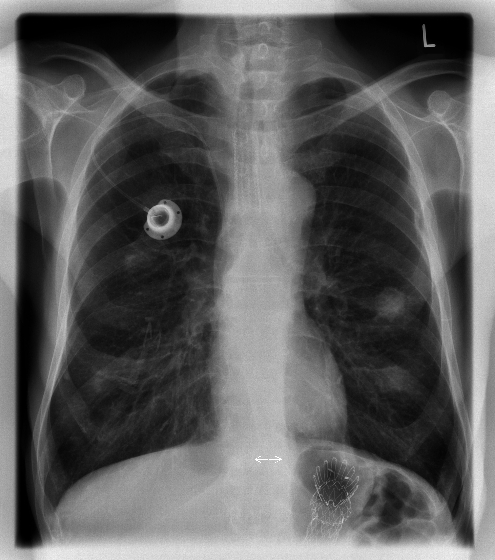
Röntgenaufnahme des eingesetzten Portkatheters

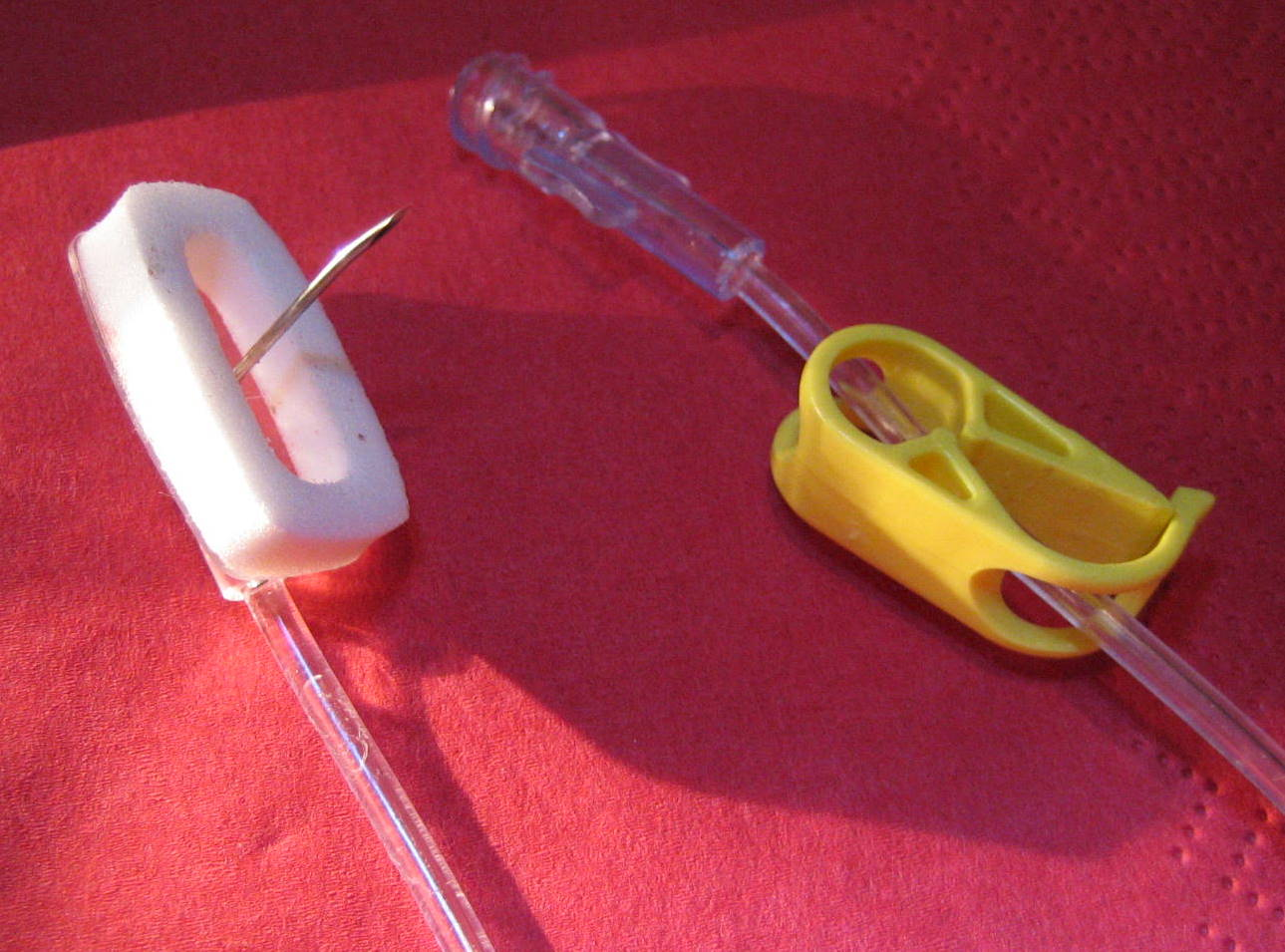
Portkanüle (links) mit Schlauch und Klemme (rechts)

Ein Portkatheter bzw. ein Portsystem (von lateinisch porta, „Pforte“) ist ein unter der Hautoberfläche liegender (subkutaner), längere Zeit verwendbarer Zugang für Infusionen.
Ein Portkatheter besteht aus einer unter der Haut liegenden Kammer, die Port genannt wird und die mit einer dicken Silikon-Membran (Septum) versehen ist, sowie einem daran bei der Implantation anzuschließenden Schlauch (Katheter). Die Portkammer kann entweder aus Titan, Edelstahl, Keramik, Kunststoff oder aus einem Verbundwerkstoff der vorgenannten Materialien bestehen. Der Katheter besteht beispielsweise aus Silikon oder Polyurethan.
Port und Katheter werden mittels einer Operation implantiert.
Die häufigste Variante ist der venöse Portkatheter (Venenport), bei dem wie bei zentralvenösen Kathetern bei der Implantation der Katheterschlauch in eine der großen Venen im Brustraum im Zustrombereich des Herzens eingeführt wird, sodass sein offenes (distales) Ende kurz vor dem rechten Vorhof des Herzens zu liegen kommt.
Es sind auch arterielle, peritoneale, und epidurale/intrathekale Portkatheter bekannt. Diese unterscheiden sich hauptsächlich durch ihren an den jeweiligen Verwendungszweck speziell in Ausführung und Größe angepassten Katheterschlauch und durch den gegenüber der venösen Anwendung abweichenden Ort der Katheterplatzierung, der namensgebend ist.
Durch perkutanes Einstechen mit einer Kanüle durch die bedeckende Haut bis durch die Silikonmembran in die Kammer wird für Anwendungen der Zugang zum Therapieort hergestellt, also dorthin, wo der Katheterschlauch mit seinem offenen Ende liegt. Bei der Variante als venöser Port ist dies der Zugang zum Blutkreislauf, genauer in den venösen Bereich vor dem rechten Vorhof des Herzens. Über den dort vorhandenen hohen Volumenstrom des Blutes werden die über den Portkatheter verabreichten Medikamente und Zubereitungen schnell im Körper verteilt. Unter Beachtung der besonderen Anforderungen eines Portkatheters kann auch Blut entnommen werden.
Für eine Punktion des Ports müssen spezielle, nicht stanzende Kanülen eingesetzt werden. Diese sind in verschiedenen Varianten als sogenannte Portkanülen auf dem Markt verfügbar. Auf Grund der speziellen Form ihrer Kanülenspitze (Huber-, Löffelschliff-, Pencil-Point- oder Trokarkanüle) werden – im Gegensatz zu normalen Injektionskanülen – keine Partikel aus der Silikonmembran des Ports ausgestanzt, wodurch der Port undicht und unbrauchbar würde. So wird sichergestellt, dass sich der durch die Punktion der Silikonmembran verursachte Stichkanal nach dem Entfernen der Kanüle aus der (zirkulär komprimiert montierten) Silikonmembran wieder dicht verschließt und keine Infusate in das umliegende Gewebe austreten können.

## Anwendungsgebiete
Ein Portkatheter wird vornehmlich zur Therapie von Krebserkrankungen (Chemotherapie) sowie bei der Behandlung von Krankheiten eingesetzt, für die ein häufiger und sicherer Zugang benötigt wird oder wenn aufgrund von anatomischen bzw. physiologischen Gegebenheiten oder einer bekannten oder erwarteten pharmakologischen Wirkung die Verwendung von peripheren Gefäßzugängen für die Verabreichung von flüssigen Medikamenten, Medikamentenzubereitungen oder Therapeutika nicht möglich erscheint oder ist.
Portkatheter werden verwendet:
- Antibiotikagabe und Chemotherapie
- Blutentnahme und Verabreichung von Blut und Blutprodukten
- Drainage Pleuraerguss
- langzeitige künstliche Ernährung
- Langzeit-Schmerztherapie
- Gabe von Kontrastmitteln zur Computertomografie

Der unter die Haut implantierte Port ist vor äußeren Einflüssen geschützt und ermöglicht dem ihn tragenden Patienten, die bisher gewohnte Bewegungsfreiheit beizubehalten. Damit ermöglichen Portkatheter eine hohe Lebensqualität. Die Patienten können in therapiefreien Zeiten oder mit tragbaren Dosiersystemen weitgehend ihren bisherigen Beschäftigungen nachgehen. Mit dem unbenutzten Port kann man duschen, baden und schwimmen. Auch Tauchsport ist nicht eingeschränkt.

## Nutzungsdauer
Die Nutzungsdauer bzw. der Verbleib des Ports kann Jahre betragen. Ein Venenport kann bis zu 2000 Einstiche aushalten, bis er ersetzt werden muss.
Auch nach über 10 Jahren waren Ports noch durchgängig und funktionsfähig.
Um ein Portsystem wieder zu entfernen, wenn die Therapie abgeschlossen ist, wird ein Eingriff ähnlich wie bei der Port-Implantation vorgenommen.

## Implantation / Anlage

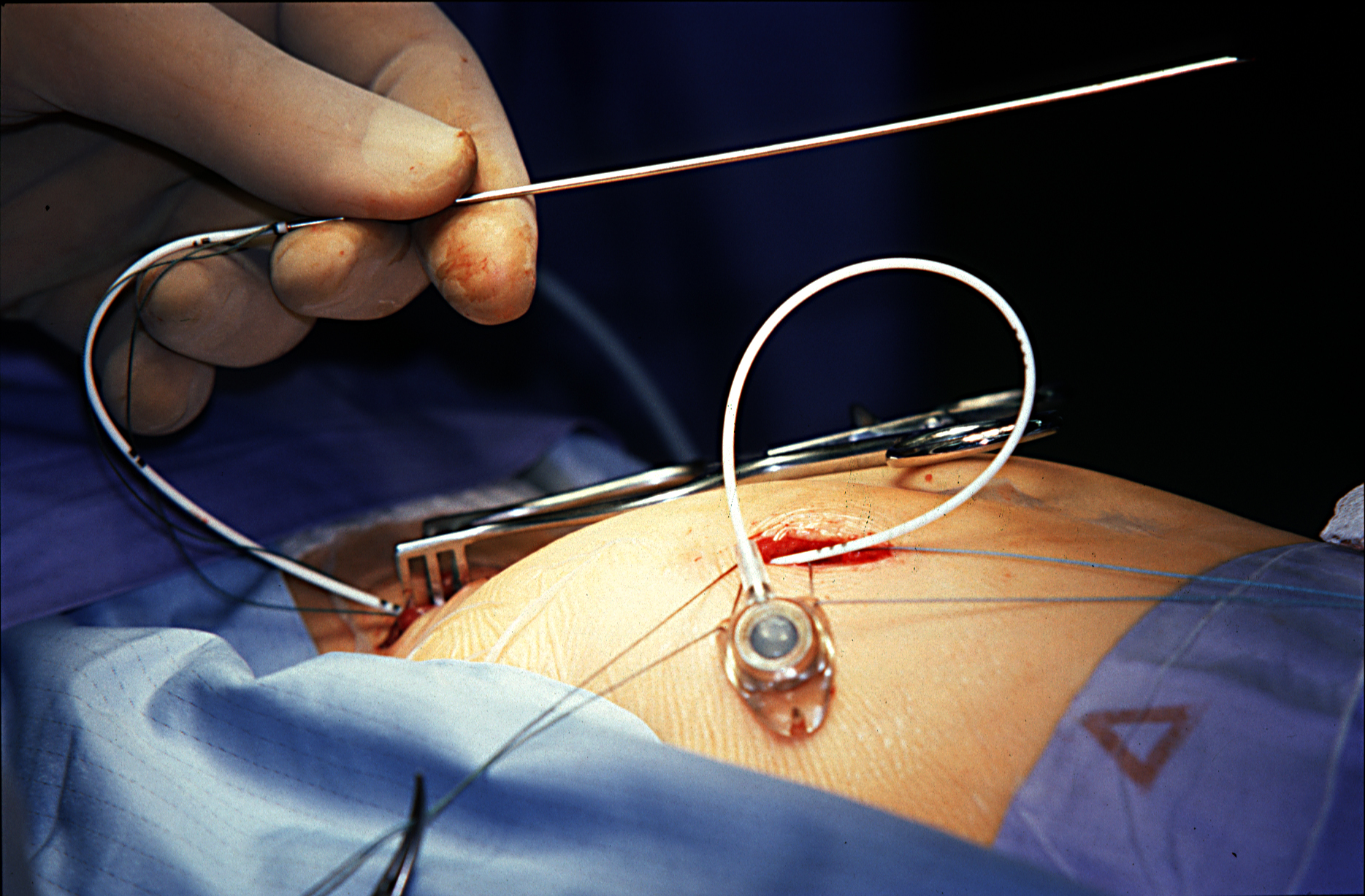
Portkatheter bei der Anlage

Der Eingriff erfolgt unter Lokalanästhesie oder Narkose unter sterilen Bedingungen.
Als Zugangsweg für den venösen Portkatheter kommen prinzipiell alle größeren Venen infrage, über die auch ein zentralvenöser Katheter gelegt werden kann.
Chirurgische Methode
Freipräparation (Venae sectio) der Vena cephalica. Dabei wird ein Hautschnitt im sogenannten Sulcus deltoideopectoralis, also dem Bereich des Überganges vom Deltamuskel zum großen Brustmuskel an der Vorderseite der Brustwand angelegt. Von diesem Schnitt aus wird die dort verlaufende Vena cephalica mit einem Einschnitt eröffnet, der Katheter eingeführt und bis vor den rechten Vorhof des Herzens vorgeschoben. Etwas abseits vom Veneneintritt wird die Portkammer in einer wenige Zentimeter großen Tasche im Unterhautgewebe auf dem Brustmuskel im Bereich der ersten oder zweiten Rippe platziert und fixiert.
Seldinger-Technik
Zunächst wird ohne Schnitt beispielsweise die Vena jugularis interna oder die Vena subclavia mit Ultraschall gesucht und punktiert und der Katheter wird über einen Führungsdraht in die Vene eingeführt. Über einen ca. 4 cm langen Einschnitt wird abseits der Punktionsstelle die Portkammer wie oben im Unterhautgewebe platziert und von der Punktionsstelle ausgehend wird der Katheter durch das Unterhautgewebe bis zur Hauttasche durchgezogen (getunnelt).
Bei allen Verfahren erfolgt eine Röntgen-Angiografie zur Lagekontrolle des Katheters, auch zur Dokumentation des Eingriffes. Dann wird der Katheter auf die außerhalb der Vene bis zur finalen Position der Portkammer in der Hauttasche erforderliche Länge gekürzt und mit der Portkammer verbunden. Im nächsten Schritt wird die Portkammer in der Hauttasche an der darunter liegenden Faszie angenäht. Danach wird der Hautschnitt chirurgisch geschlossen (vernäht). Mit der Rippe als „Widerlager“ kann der Port von nun an punktiert („angestochen“) werden.
Die nach einer Portimplantation vorübergehend auftretenden Schmerzen im Operationsbereich werden mit Analgetika und Entzündungshemmern (Antiphlogistika) behandelt. Ein Portkatheter kann noch am Tag der Implantation benutzt werden. Wird jedoch die Wundheilungsphase der ersten drei Tage abgewartet, haben sich Schwellungen im Operationsbereich bereits weitgehend zurückgebildet und das Bindegewebe hat begonnen, den Port in der Gewebetasche einzukapseln und weiter zu fixieren. Das ist dann auch ein günstiger Zeitpunkt, um eine Portkanüle von adäquater Länge auszusuchen und zu verwenden.

## Punktion
Die Portpunktion ist eine ärztliche und von diesen an Pflegefachkräfte delegierbare Handlung, um entsprechend ärztlicher Verordnung Medikamente oder Infusionslösungen gemäß einem individuellen Zeitplan wiederholt zuzuführen. Faktisch kann es sich um eine Portkatheterpunktion oder aber auch um einen Portkanülenwechsel handeln.
Vorgehen:
- Der Port soll möglichst nicht beim liegenden Patienten punktiert werden, sondern idealerweise in „Beach Chair Position“ (deutsch „Sonnenliegenposition“ – in ca. 60° Neigung bis nahezu aufrecht sitzend), die Gewebemassen im Oberkörper folgen so gut der Schwerkraft und sind vor der Punktion „lagerichtig“.  Dadurch wird einer späteren Disloziierung der Portkanüle vorgebeugt
- eine druckstabile Abstützung des Patienten wird im Rücken hergestellt, um ein Zurückweichen bei der Punktion zu minimieren
- steriles Arbeiten
  - die Einwirkzeit des jeweils verwendeten Desinfektionsmittels ist zu beachten
  - es wird eine zirkuläre, von innen nach außen kreisende Wischdesinfektion des Hautareals über dem Port durchgeführt
  - die verwendeten Materialien müssen steril gehalten werden
- Einhaltung der 10-R-Regel (Medikamentensicherheit)
- Die Fixierung der Portkanüle sollte transparent sein, damit die Einstichstelle der Kanüle sichtbar ist. Bei Rötung oder gar Pusteln an der Einstichstelle muss die Kanüle gezogen werden.
- Der Portkatheter wird vor und nach Anwendung mit Kochsalzlösung gespült, um stehendes Blut zu entfernen.

Die vor einer Therapiepause instillierte Flüssigkeit, die dann als ruhende Flüssigkeitssäule bis zur nächsten Anwendung im System verbleibt, bezeichnet man als Blocklösung, ohne Beachtung ihrer chemischen Zusammensetzung. Ein Heparin-Zusatz zu dieser Spül- und Blocklösung, der eine Thrombose verhindern soll, wird kontrovers diskutiert.

## Komplikationen
Mögliche Komplikationen können Infektionen, Einblutungen, Pneumothorax, Hämatothorax oder eine Thrombose sein. Der in der Fachliteratur vielfältig beschriebene Pinch-off ist der Bruch des Katheters auf Höhe des Schlüsselbeins in dessen Kreuzungspunkt zur ersten Rippe, wenn der Venenzugang des Katheters in die links- oder rechtsseitige V. subclavia direkt dort oder nach medial abgesetzt erfolgte. Wird der Katheter dabei gar abgetrennt, so kann das im Gefäßsystem verbliebene Katheterfragment in Blutstromrichtung weiterwandern. Ursache ist Materialermüdung des Katheters durch andauernd wiederholte Quetschung infolge (nicht vermeidbarer) körperlicher Aktivität mit Einbeziehung des Schultergürtels. Um dem Pinch-off vorzubeugen, ist eine nach weiter lateral abgesetzte Punktion zu empfehlen bzw. eine davon abweichende Technik anzuwenden (z. B. Venenzugang nach Freipräparation der V. cephalica oder den Zugang über die V. jugularis).
Es wird gelegentlich von schlecht laufenden oder komplett verstopften Kathetern berichtet. Ablagerungen in der Portkammer oder an der Katheterinnenwand, besonders nach vielen Infusionen mit Ernährungslösungen, können eine Ursache sein. Ports mit moderner, strömungsoptimierter Kammergeometrie scheinen hier Vorteile zu haben. Auch wird beim Herausziehen der Kanüle aus dem Port durch die dabei entstehende Volumenänderung eine geringe Menge Blut am distalen Katheterende eingesogen. Dieses kann gerinnen und zu einem teilweisen oder kompletten Katheterverschluss führen. Mit einer geeigneten Technik, bei der während des Herausziehens der Kanüle gleichzeitig etwas Spüllösung mit der Spritze nachgedrückt wird, kann das Einsaugen von Blut verhindert werden. Sind Portkatheter nicht mehr durchgängig, so sind ärztliche Handlungen indiziert, um die Durchgängigkeit wiederherzustellen. Spülversuche mittels (Über-)Druck sind dabei allerdings in keinem Fall angezeigt.